# Дара Чаленић
Даринка Дара Чаленић (Нови Сад, 18. јул 1934— Београд, 12. март 2021) била је српска глумица.

## Биографија
Дара Чаленић потиче из занатлијске породице од оца Лазара и мајке Кристине рођ. Златић. Веома рано је почела да показује интересовање за глуму па је са пет година играла у дечјој групи, а после ослобођења се учланила у пионирско позориште које је водио Милан Ајваз, а нешто касније Милан Тошић.
Годинама је била у браку са Владом Петрићем, доктором филмских наука, јединим Европљанином који је у Америци постао доктор филмских наука и који је предавао на Универзитету Харвард и био један од најцењенијих филмских стручњака у овој области на свету.
Домаћој јавности најпознатија је по улози Даре Павловић у серијалу Луде године.
Глумила је у многим филмовима, на телевизији је одиграла више од тридесет улога. Од 1970. године живи на релацији Београд – Бостон. Последњу представу у Београду одиграла је почетком осамдесетих, а након тога напустила глумачку каријеру и рад на снимању „Лудих година” да би са супругом живела у Сједињеним Америчким Државама. „Живот Емили Диксон” је комад који јој је донео највише признања, чији је аутор њен супруг.
Из Фондације „Даре Чаленић”, од 2004. године, установљене су две специјалне (новчане) награде за најбољу глумицу и глумца до 30 година.
Доживела је мождани удар 2015. године и од тада је била у инвалидским колицима. Након можданог удара се са супругом трајно преселила из Сједињених Америчких Држава у Београд.

Добитница је награде за глумачко остварење на Стеријином позорју 1965. године, за улогу Изоте у представи Савонароли и његови пријатељи.
Награђена је 2006. године златном плакетом и дипломом Стеријиног позорја „за изузетну глумачку личност и помоћ младима”. Године 1975. добила је награду Авала филма за најбољу дебитантску улогу у филму Поп Ћира и поп Спира.
Умрла је у Београду, 12. марта 2021. године, у току ноћи, у својој непуној 87. години.
Сахрањена је на Градском гробљу у Новом Саду.

## Улоге
|                   | 1950 ▼ | 1960 ▼ | 1970 ▼ | 1980 ▼ | Укупно |
| ----------------- | ------ | ------ | ------ | ------ | ------ |
| Дугометражни филм | 5      | 7      | 7      | 5      | 24     |
| ТВ филм           | 1      | 16     | 7      | 2      | 26     |
| ТВ серија         | 0      | 4      | 6      | 2      | 12     |
| ТВ мини серија    | 0      | 0      | 0      | 2      | 2      |
| Укупно            | 6      | 27     | 20     | 11     | 64     |

| Год.       | Назив                                          | Улога                         |
| ---------- | ---------------------------------------------- | ----------------------------- |
| 1950-е ▲   |                                                |                               |
| 1957.      | Поп Ћира и поп Спира                           | Жужа, служавка попадије Персе |
| 1958.      | Рафал у небо                                   | Смиља                         |
| 1958.      | Госпођа министарка                             | Анка                          |
| 1958.      | Те ноћи                                        | Нада, радница у кафани        |
| 1959.      | Лажа и Паралажа                                |                               |
| 1959.      | Ветар је стао пред зору                        | Сида Петровић                 |
| 1960-е ▲   |                                                |                               |
| 1960.      | Дилижанса снова                                | Мајорица                      |
| 1959—1960. | Сервисна станица                               |                               |
| 1961.      | Мица и Микица                                  | Мица                          |
| 1962.      | Кентервилски дух                               |                               |
| 1962.      | Мачак под шљемом                               | Јања                          |
| 1963—1964. | На слово, на слово (ТВ серија)                 | Дара                          |
| 1964.      | Пут око света                                  | Јулишка                       |
| 1965.      | Чувај ми Амелију                               |                               |
| 1966.      | Крешталица                                     |                               |
| 1966.      | Мачка на прузи                                 |                               |
| 1967.      | Љубов Јароваја                                 |                               |
| 1967.      | Нож                                            | Соња Петров                   |
| 1967.      | Десети рођаци (ТВ)                             |                               |
| 1967.      | Кад будем мртав и бео                          | Мица                          |
| 1967.      | Пробисвет                                      |                               |
| 1968.      | Апокалипса                                     |                               |
| 1968.      | Изгубљено писмо                                |                               |
| 1968.      | Ледено љето                                    |                               |
| 1968.      | Сеанса (ТВ)                                    |                               |
| 1968.      | Швабица                                        | Клара                         |
| 1969.      | Бачки славуј                                   |                               |
| 1969.      | Служавка                                       | Анеми                         |
| 1969.      | Преко мртвих                                   | Смиља Стојановић              |
| 1969.      | Недозвани                                      |                               |
| 1969.      | Рађање радног народа                           | Рулетова девојка Анчица       |
| 1969.      | Силом отац                                     | Јулишка                       |
| 1970-е ▲   |                                                |                               |
| 1970.      | Живот је масовна појава                        |                               |
| 1970.      | Фарса о Патлену                                |                               |
| 1970.      | Јепе брђанин                                   |                               |
| 1970.      | Сирома сам ал’ сам бесан                       | певачица                      |
| 1971.      | Музички аутомат                                |                               |
| 1971.      | Цео живот за годину дана                       |                               |
| 1972.      | Глумац је, глумац                              |                               |
| 1972.      | Време коња                                     |                               |
| 1972.      | Смех са сцене: Југословенско драмско позориште |                               |
| 1972.      | Женски разговори                               |                               |
| 1972.      | Мајстори                                       | Лепа Туцаковић                |
| 1973.      | Камионџије                                     | Живка                         |
| 1973.      | Пета колона                                    |                               |
| 1975.      | Циркус бува                                    |                               |
| 1976.      | Част ми је позвати вас                         | Дара                          |
| 1976.      | Чувар плаже у зимском периоду                  | Драганова тетка               |
| 1978.      | Љубав и бијес                                  |                               |
| 1978.      | Луде године                                    | Дара Павловић                 |
| 1979.      | Срећна породица                                | Ујна                          |
| 1979.      | Господин Димковић                              | Лепа, Илијина тетка           |
| 1979.      | Какав дан                                      |                               |
| 1980-е ▲   |                                                |                               |
| 1980.      | Дошло доба да се љубав проба                   | Дара Павловић                 |
| 1980.      | Авантуре Боривоја Шурдиловића                  | Бобова љубавница Афронзина    |
| 1980.      | Врућ ветар                                     | Афронзина                     |
| 1981.      | Љуби, љуби, ал' главу не губи                  | Дара Павловић                 |
| 1981.      | Челичење Павла Плетикосе                       |                               |
| 1982.      | Поп Ћира и поп Спира                           | попадија Перса                |
| 1984.      | Варљиво лето '68                               | шеф чешког оркестра           |
| 1984.      | Варљиво лето ’68 (ТВ серија)                   | шеф чешког оркестра           |
| 1985.      | Лепотица из Амхерста                           |                               |
| 1988.      | Тајна манастирске ракије                       | Зорка Богдановић              |